# Diócesis de Port Harcourt
La diócesis de Port Harcourt (en latín: Dioecesis Portus Harcurtensis y en inglés: Roman Catholic Diocese of Port Harcourt) es una circunscripción eclesiástica de la Iglesia católica en Nigeria. Se trata de una diócesis latina, sufragánea de la arquidiócesis de Calabar. Desde el 4 de mayo de 2009 su obispo es Camillus Archibong Etokudoh.

## Territorio y organización
La diócesis tiene 10 500 km² y extiende su jurisdicción sobre los fieles católicos de rito latino residentes en la casi totalidad del estado de Rivers.
La sede de la diócesis se encuentra en la ciudad de Port Harcourt, en donde se halla la Catedral de Corpus Christi.
En 2021 en la diócesis existían 144 parroquias.

## Historia
La diócesis fue erigida el 16 de mayo de 1961 con la bula Quod Apostolis del papa Juan XXIII, obteniendo el territorio de la diócesis de Owerri (hoy arquidiócesis de Owerri).
El 17 de marzo de 1991 cedió una parte de su territorio para la erección de la misión sui iuris de Bomadi (hoy diócesis de Bomadi).
Originalmente sufragánea de la arquidiócesis de Onitsha, pasó a formar parte de la provincia eclesiástica de Calabar el 26 de marzo de 1994.

## Estadísticas
Según el Anuario Pontificio 2022 la diócesis tenía a fines de 2021 un total de 1 149 987 fieles bautizados.
| Año                                                                             | Población            | Población | Población      | Sacerdotes | Sacerdotes    | Sacerdotes    | Bautizados por sacerdote | Diáconos permanentes | Religiosos | Religiosos | Parroquias |
| Año                                                                             | Bautizados católicos | Total     | % de católicos | Total      | Clero secular | Clero regular | Bautizados por sacerdote | Diáconos permanentes | Varones    | Mujeres    | Parroquias |
| ------------------------------------------------------------------------------- | -------------------- | --------- | -------------- | ---------- | ------------- | ------------- | ------------------------ | -------------------- | ---------- | ---------- | ---------- |
| 1969                                                                            | ?                    | ?         | ?              | 44         | 4             | 40            | ?                        |                      | 48         | 28         | 22         |
| 1980                                                                            | 73 789               | 2 593 000 | 2.8            | 19         | 3             | 16            | 3883                     |                      | 16         | 12         | 18         |
| 1990                                                                            | 93 594               | 3 045 000 | 3.1            | 77         | 16            | 61            | 1215                     |                      | 62         | 33         | 21         |
| 1999                                                                            | 100 600              | 3 500 000 | 2.9            | 43         | 30            | 13            | 2339                     |                      | 13         | 104        | 40         |
| 2000                                                                            | 110 900              | 3 500 000 | 3.2            | 49         | 28            | 21            | 2263                     |                      | 21         | 111        | 47         |
| 2001                                                                            | 112 118              | 3 500 000 | 3.2            | 112        | 86            | 26            | 1001                     |                      | 32         | 93         | 52         |
| 2002                                                                            | 200 000              | 4 121 421 | 4.9            | 124        | 106           | 18            | 1612                     |                      | 23         | 108        | 45         |
| 2003                                                                            | ?                    | 4 321 425 | ?              | 124        | 106           | 18            | ?                        |                      | 27         | 132        | 48         |
| 2004                                                                            | 218 412              | 4 521 429 | 4.8            | 140        | 119           | 21            | 1560                     |                      | 32         | 155        | 60         |
| 2013                                                                            | 1 398 000            | 5 958 944 | 23.5           | 159        | 117           | 42            | 8792                     |                      | 82         | 165        | 116        |
| 2016                                                                            | 1 128 867            | 5 980 902 | 18.9           | 173        | 126           | 47            | 6525                     |                      | 86         | 180        | 115        |
| 2019                                                                            | 1 147 467            | 5 998 895 | 19.1           | 195        | 146           | 49            | 5884                     |                      | 60         | 144        | 143        |
| 2021                                                                            | 1 149 987            | 5 999 075 | 19.2           | 184        | 153           | 31            | 6249                     |                      | 46         | 114        | 144        |
| Fuente: Catholic-Hierarchy, que a su vez toma los datos del Anuario Pontificio. |                      |           |                |            |               |               |                          |                      |            |            |            |

## Episcopologio
- Godfrey Okoye, C.S.Sp. † (16 de mayo de 1961-7 de marzo de 1970 nombrado obispo de Enugu)
  - Sede vacante (1970-1991)
  - Dominic Ignatius Ekandem (1970-1973) (administrador apostólico)
  - Edmund Joseph Fitzgibbon, S.P.S. (17 de septiembre de 1973-31 de agosto de 1991) (administrador apostólico)
- Alexius Obabu Makozi (31 de agosto de 1991-4 de mayo de 2009 retirado)
- Camillus Archibong Etokudoh, desde el 4 de mayo de 2009